# The Game of Life
The Game of Life és un joc de tauler de Hasbro que simula la vida d'una persona des de la infantesa fins que es retira. El joc original data de 1860, però la versió popular és la de 1960, que va incorporar un nou disseny del tauler que permetia més interacció als jugadors. La mecànica del joc es basa en l'atzar, ja que cada tirada porta el jugador a una casella determinada on té unes instruccions que afecten a la vida del seu personatge. Moltes etapes vitals impliquen decisions que afecten a caselles posteriors.

## Desenvolupament del joc
Cada jugador té una fitxa en forma de cotxe que simbolitza la seva família. Primer només hi és ell (el conductor) i va movent caselles segons les tirades d'una ruleta al centre. La primera tria rellevant és si seguir una carrera després de l'escola o començar una professió manual: aquesta tindrà ingressos més ràpidament però previsiblement menys guanys a llarg termini que si s'opta per l'educació superior. La professió i el salari venen donats per unes cartes.
Les caselles del tauler tenen diferents colors segons si són etapes obligatòries de la vida o decisions opcionals per al jugador. Hi ha caselles marcades amb símbols de famílies professionals on el jugador que té la carta d'aquell símbol cobra de la resta quan hi cauen. Entre els elements que apareixen cal destacar el pagament d'impostos i assegurances, la compra d'un habitatge i la crisi de la mitjana edat, car tenen afectacions molt rellevants al patrimoni de la família.
El cotxe avança i pot casar-se o no i ampliar la família amb fills, que són representants per nous ocupants del vehicle. Proporcionen alguns privilegis però sobretot impliquen despeses que cal administrar i permeten entrar en joc noves cartes d'esdeveniment.
Els jugadors que arriben a la casella de la vellesa, un cop retirats de la feina, només mouen la ruleta per cobrar la seva pensió al seu torn. Quan tots els jugadors han arribat al final del recorregut, qui té més diners estalviats, guanya.

## Versions
La versió de 1860 es basava en un escaquer on cada caselles incloïa un esdeveniment vital. La fitxa es movia per les caselles acumulant punts per cada esdeveniment feliç i perdent-lo si les instruccions indicaven una desgràcia. El primer jugador a acumular 100 punts era el guanyador.
La versió de 1960 va incorporar per primer cop el tauler amb muntanyes, la roda central i el recorregut en forma de serp que serien les constants en les variants posteriors. Les versions dels anys 70 van canviar només alguns esdeveniments i el valor monetari de cada decisió. Una variant de 1991 premiava els jugadors amb diners si feien determinades accions beneficioses per a la comunitat, com ara el reciclatge. La darrera variant és la de 2005.
Han aparegut també versions temàtiques on la vida segueix els patrons de sèries de dibuixos o personatges famosos, com ara els Pokémon, Bob Esponja o Els Simpson. Igualment hi ha jocs basats en altres èpoques o ambientacions (com la que segueix els planetes de la saga Star Wars).